# Bedford-meester

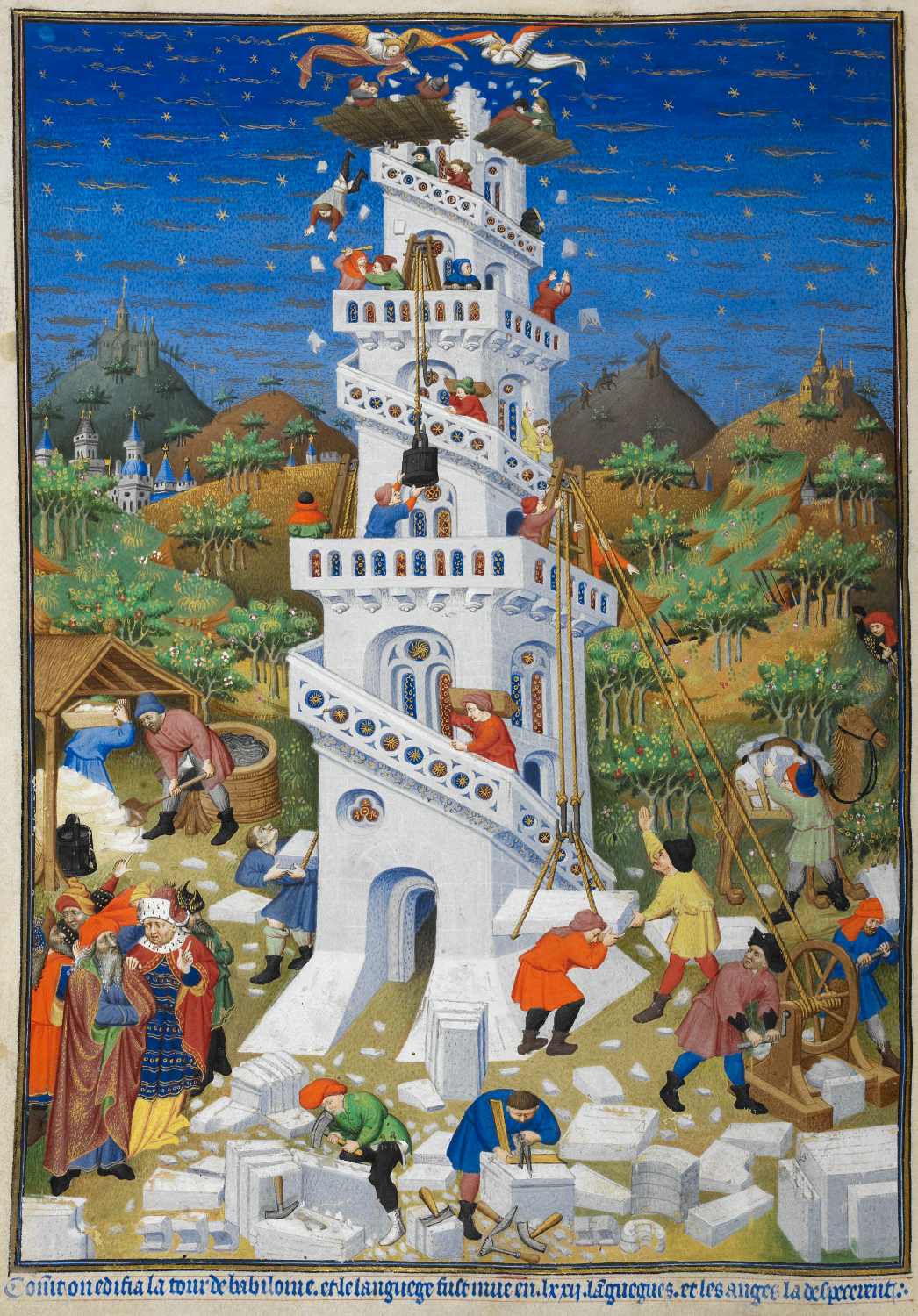
De toren van Babel uit de Bedford Hours, 1423, British Library, Londen

De Bedford-meester was een boekverluchter die in de eerste helft van de 15e eeuw actief was in Parijs. Zijn noodnaam verwijst naar het getijdenboek dat hij verluchtte, en dat in het bezit was van Jan van Bedford, de eerste hertog van Bedford, zoon van Hendrik IV.
Het getijdenboek waarvan sprake is, staat bekend als de Bedford Hours. In de literatuur vindt men nog dikwijls het verhaal dat het boek besteld werd voor het huwelijk van Anna van Bourgondië met de hertog in 1423, omdat hun portretten zijn opgenomen in het handschrift, maar tegenwoordig zijn de meeste auteurs het erover eens dat het boek 10 jaar ouder is en dat de originele opdrachtgever iemand anders was. Wapenschilden op de beginpagina’s wijzen in de richting van Karel VI van Frankrijk, misschien was zijn zoon Lodewijk van Guyenne de originele opdrachtgever. Lodewijk van Guyenne was na het overlijden van zijn oudere broers, de dauphin. Een andere hypothese is dat het handschrift zou gemaakt zijn in opdracht van Jan zonder Vrees (1371-1419) en dat diens zoon Filips de Goede (1396-1467) het aan zijn zus Anne zou geschonken hebben ter gelegenheid van haar huwelijk met Jan van Bedford, maar de deskundigen zijn het er eigenlijk alleen over eens dat ze het niet met zekerheid kunnen vaststellen. Dit werk bevindt zich momenteel in de British Library.
Het andere bekende werk van dezelfde meester is een brevier dat bekendstaat als de Salisbury Breviary en zich bevindt in de Bibliothèque nationale de France.
Een ander manuscript van de meester, het Sobieski-getijdenboek, wordt bewaard in de Britse Royal Collection.
De Meester van Bedford stond aan het hoofd van een studio in Parijs en werkte samen met diverse andere vooralsnog anonieme meesters, onder wie de Boucicaut-meester. Hun werk werd beïnvloed door dat van de befaamde Gebroeders Van Limburg, makers van onder meer het getijdenboek Très Riches Heures du Duc de Berry.
De miniatuur van de toren van Babel die steevast gebruikt wordt om het werk van de Bedford-meester te illustreren, is een van de miniaturen waarover de kunsthistorici het eens zijn dat ze niet door de Bedford-meester geschilderd is. Voor meer details hierover, zie het artikel Bedford-getijdenboek.